# Akashiyaki

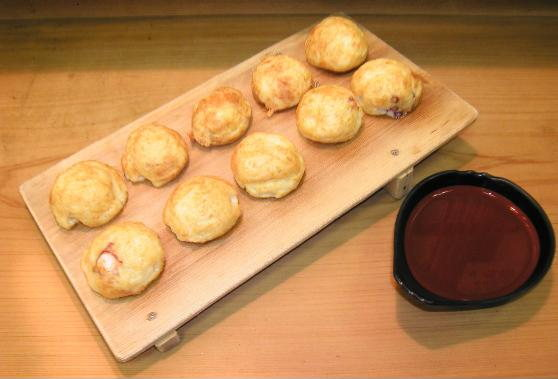
Akashiyaki.

El akashiyaki (明石焼き?) o akashi no takoyaki (明石のたこ焼き?) es un pequeño dumpling redondo originario de la ciudad de Akashi en la Prefectura de Hyōgo (Japón). Los habitantes de la zona llaman al plato simplemente tamagoyaki. Se trata de un pulpo con un rebozado rico en huevo que se moja en dashi (un caldo de pescado claro) antes de comerse.
Aunque el takoyaki, otro dumpling japonés, es más popular en aquel país, se dice que se basa en el akashiyaki. Ambos se hacen con una sartén takoyaki. Comparado con el takoyaki, el akashiyaki tiene una textura más suave, más de huevo.